# (1253) Фризия
(1253) Фризия (лат. Frisia) — астероид внешней части главного пояса, который был обнаружен 9 октября 1931 года немецким астрономом Карлом Вильгельмом Рейнмутом, работавшим в Гейдельбергской обсерватории. Получил имя по названию области на северо-западе Германии и севере Нидерландов Фрисландии, страны фризов.
Период обращения астероида вокруг Солнца составляет 5,61 года.